# Dario Castello
Dario Castello (gedoopt 19 oktober 1602 - Venetië, 2 juli 1631) was een Italiaanse componist en instrumentalist uit de vroege barokperiode. Hij werkte in Venetië. Het is niet met zekerheid te zeggen of hij de zink of dulciaan (fagot) speelde, of zelfs allebei. Als componist is hij te plaatsen aan het einde van de Venetiaanse School. Castello speelde een belangrijke rol in de transitie van de traditionele canzona naar de sonate (niet te verwarren met de veel latere sonatevorm).

## Biografie
Er is niet veel informatie gevonden over het leven van Castello. Hij is uiteindelijk gestorven aan de gevolgen van de pest.

## Stijl
Van Castello's werk zijn 29 composities bewaard gebleven. Zijn muziek kenmerkt zich door de technisch uitdagende componeerstijl, die doet denken aan de Stylus Phantasticus. Traditionele polyfone secties en canzona's worden afgewisseld met solistische recitatieven met basso continuo. Dat verklaart ook de titel van zijn sonates: In Stile Moderno. Het was bijzonder voor zijn tijd dat Castello vrij specifiek vroeg om bepaalde instrumenten, waaronder de viool, zink, violetta, trombone en de dulciaan (fagot). Castello's populariteit blijkt uit het feit dat zijn werken zelfs na 1650 nog opnieuw werden gedrukt.

## Composities

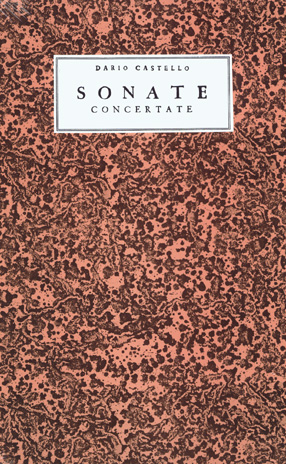
Facsimile van Dario Castello's Sonate Concertate in Stil Moderno per Sonar nel Organo overo Spineta, Libro Primo, V

- Sonate Concertate in Stil Moderno, Libro I, Venetië, 1621;
- Sonate Concertate in Stil Moderno, Libro II, Venetië, 1629;
- Exultate Deo, motet (Ghirlanda sacra, 1625 en 1636).

### Opnames
- The Floating City, His Majesty's Sagbutts and Cornetts[2];
- Marini & Castello", Ensemble La Fenice, Jean Tubéry, 2008;
- Sonata Concertate - Book I, The Academy of Ancient Music, Richard Egarr. Catalogusnummer: AAM005.

## Ensembles genoemd naar Castello
- Castello Consort (Nederland)